# Габион
Габион (от италиански: gabbione) е голяма кошница, изработена от тел (в миналото от пръчки) и запълнена с камъни или пръст. Използва се в ландшафтната архитектура, в хидроинженерството, както и пътното строителство за изграждането на стени, за създаването на шумозаглушителни и други прегради, за укрепване на наклони и като подпорни стени. Използва се като алтернатива за стени от бетон или камъни. Осигурява се продължителност на живот около 50 години.